# Le Chambon-sur-Lignon

Le Chambon-sur-Lignon este o comună în departamentul Haute-Loire, Franța. În 2009 avea o populație de 2,690 de locuitori.